# Paradmete cryptomara
Paradmete cryptomara is een slakkensoort uit de familie van de Volutomitridae. De wetenschappelijke naam van de soort is voor het eerst geldig gepubliceerd in 1885 door Rochebrune & Mabille.